# 胸騒ぎ (映画)
『胸騒ぎ』（むなさわぎ、原題：Gæsterne＝「客」 / Speak No Evil）は、2022年制作のデンマーク・オランダのホラー・スリラー映画。
第38回サンダンス映画祭でワールドプレミア上映されるや、「血も凍るような恐怖」（The Hollywood Reporter）、「今年最も不穏な映画」（Cinemacy）と大きな話題になり、本国デンマークのアカデミー賞にあたるロバート賞で11部門にノミネート。また、第41回モリンス・デ・レイ・ホラー映画祭で最優秀映画賞、第26回富川国際ファンタスティック映画祭で最優秀監督賞を受賞した。
監督はデンマーク人のクリスチャン・タフドルップで、彼が実際に旅行先であった出来事に着想を得ている。脚本は監督が弟のマッツ・タフドルップと共同で執筆した。日本での公開はPG12指定。
2024年にはハリウッドで『スピーク・ノー・イーブル 異常な家族』としてリメイクされている（詳細は後述）。

## ストーリー
イタリアのトスカーナで休暇を過ごしていたデンマーク人夫婦のビャアンとルイーセ、その娘アウネスは、オランダ人夫婦のパトリックとカリン、その息子アーベルと知り合い、夕食を共にする。ビャアン夫婦は、パトリック夫婦からオランダの人里離れた田舎の家への招待を受ける。最初の2日間、ルイーセはホストの受動的攻撃行動、例えば、先天的に舌がないと説明するアーベルを虐待的に扱う態度などに違和感を覚える。
彼女は、子供たちがムハジッドという名のベビーシッターと家に残されることになることを知らずに、夕食に招待されたときに心配を募らせる。夕食の席で、パトリックは肉の入ったメニューをいくつも注文してルイーセの菜食主義に異議を唱え、二人の前で酔っ払ってカリンといちゃつく。ビャアンにディナー代を払わせたパトリックは、酔っ払って車を運転し、大音量の音楽を流し、ルイーセを立腹させる。彼はまた、ルイーセがシャワーを浴びている際に浴室に侵入し、後にビャアン夫婦が交わっているところを覗き見る。アウネスが両親と寝たいと言っても無視され、パトリックは彼女を連れて行く。アウネスが裸のパトリックの隣で寝ているのをルイーセが見つけ、一家は車に乗って帰ろうとするが、アウネスがウサギのぬいぐるみニヌスがないことに気づいて戻る。家に戻った一家は、もっと滞在するよう説得される。その後、夫妻は、パトリックが自分たちの気を引くために医者だと嘘をつき、実は何も仕事をしていないことを知る。夕食後、ビャアン夫婦はパトリックがアーベルにカップを投げつけた後、パトリックがアーベルを虐待したことをめぐり口論になる。
その夜、ビャアンは裏手に小屋を発見し、その中に多数のスーツケースとカメラを見つける。小屋の壁には、パトリック夫妻と他の子供連れカップルが休暇を過ごしている写真が貼られていた。その写真から、オランダ人夫婦は連続殺人犯であり、自宅に宿泊する家族をだまして殺害し、子どもを奪い取るパターンがあることが判明する。ビャアン一家が次の犠牲者である。ビャアンはプールで溺死したアーベルの遺体も発見する。一家は再び車で逃げ出すが、ビャアンは妻にパトリックの所業を告げない。
車が故障し、ビャアンは助けを求めるが付近には誰もおらず、道路に戻ると家族は向かってきたパトリックに捕まり車の中にいる。パトリックはビャアンが家から逃げる際にクラクションを聞いてから一家を車で追跡しており、ビャアンに「電話してくれてありがとう」と感謝する。ビャアンは事態を穏便に収めようとごまかすが、それでも事態は急速に悪化していく。パトリックはビャアンを殴り、ムハジッドはルイーセを押さえつけ、カリンはアウネスの舌をハサミで切り落とす。ムハジッドはアウネスを連れ去り、両親は人気のない道路に連れて行かれる。ビャアンがなぜこんなことをするのかと尋ね、パトリックが「お前らがそうさせたからだ」と答えると、ビャアン夫婦は服を脱ぐよう命じられる。ビャアンらはその後、泥地に追いやられ、そこで多数の投石を受けて殺される。舌を失い喋れなくなったアウネスはパトリックとカリンの娘役となり、夫妻は次の殺人のターゲットとなる別の家族を狙う。

## キャスト
- ビャアン：モルテン・ブリアン
- ルイーセ：スィセル・スィーム・コク
- パトリック：フェジャ・ファン・フェット（英語版）
- カリン：カリーナ・スムルダース（英語版）
- アウネス：リーヴァ・フォシュベリ
- アーベル：マリウス・ダムスレフ
- ムハジッド：イシェーム・ヤクビ（英語版）
- ヨーナス：イェスパ・デュポン
- フィーイ：リーア・バーストルップ・ラネ
- デレク：エードリアン・ブランシャール
- ハナ：サリナ・マリア・ラウサ
- ベビーシッター：イラリア・ディ・ライモ

## 評価
Rotten Tomatoesによれば、101件の評論のうち高評価は84%にあたる85件で、平均点は10点満点中7.5点、批評家の一致した見解は「カミソリのように鋭い歯で社会を風刺した『胸騒ぎ』は、厭世的なスリラーのファンにダークで美味しい楽しみを提供している。」となっている。
Metacriticによれば、17件の評論のうち、高評価は15件、賛否混在は2件、低評価はなく、平均点は100点満点中78点となっている。

## リメイク
ブラムハウス・プロダクションズの製作でハリウッドでリメイクされた。
タイトルは英題と同じSpeak No Evilで、監督は『ウーマン・イン・ブラック 亡霊の館』『フレンチ・ラン』のジェームズ・ワトキンス、主演はジェームズ・マカヴォイが務め、本作の監督クリスチャン・タフドルップは製作総指揮を担当する。
日本では『スピーク・ノー・イーブル 異常な家族』のタイトルで2024年12月13日に公開予定。